# Diocesi di Pudenziana
La diocesi di Pudenziana (in latino Dioecesis Pudentianensis) è una sede soppressa e sede titolare della Chiesa cattolica.

## Storia
Pudenziana, nell'odierna Algeria, è un'antica sede episcopale della provincia romana di Numidia.
Alla conferenza di Cartagine del 411, che vide riuniti assieme i vescovi cattolici e donatisti dell'Africa romana, partecipò il donatista Cresconio, il quale riferì che nella sua diocesi non esisteva alcun vescovo cattolico. Gli atti della conferenza raccontano che Aurelio di Macomades, fervente cattolico, rispose a Cresconio che Pudenziana aveva un vescovo cattolico di nome Memmiano e che a lui succedette un altro con lo stesso nome, entrambi morti; inoltre accusò Cresconio di aver distrutto quattro basiliche cattoliche.
Nel V secolo è noto il vescovo Peregrino, il cui nome figura al 44º posto nella lista dei vescovi della Numidia convocati a Cartagine dal re vandalo Unerico nel 484; Peregrino era già deceduto all'epoca della redazione di questa lista.
Nel 591 Gregorio Magno ordinò al vescovo Colombo di Nicives di convocare un concilio per giudicare l'operato di Massimiano di Pudenziana, accusato dai suoi diaconi di essersi lasciato corrompere dai donatisti.
Dal 1933 Pudenziana è annoverata tra le sedi vescovili titolari della Chiesa cattolica; dal 16 dicembre 2023 il vescovo titolare è Óscar Álvarez Orellana, vescovo ausiliare di San Salvador.

## Cronotassi

### Vescovi
- Memmiano I † (IV secolo)
- Memmiano II † (deceduto prima di giugno 411)
  - Cresconio † (menzionato nel 411) (vescovo donatista)
- Peregrino † (prima del 484)
- Massimiano † (menzionato nel 591)

### Vescovi titolari
- Mario Casariego y Acevedo, C.R.S. † (15 novembre 1958 - 12 novembre 1963 nominato arcivescovo coadiutore di Guatemala[4])
- Victor Garaygordóbil Berrizbeitia † (29 novembre 1963 - 5 gennaio 1978 dimesso)
- Óscar Rodríguez Maradiaga, S.D.B. (28 ottobre 1978 - 8 gennaio 1993 nominato arcivescovo di Tegucigalpa)
- Peter William Ingham † (24 maggio 1993 - 6 giugno 2001 nominato vescovo di Wollongong)
- Sérgio Aparecido Colombo (10 ottobre 2001 - 3 dicembre 2003 nominato vescovo di Paranavaí)
- László Kiss-Rigó (24 gennaio 2004 - 20 giugno 2006 nominato vescovo di Seghedino-Csanád)
- Shelton Joseph Fabre (13 dicembre 2006 - 23 settembre 2013 nominato vescovo di Houma-Thibodaux)
- György Snell † (20 ottobre 2014 - 26 febbraio 2021 deceduto)
- Carlos Alberto Godoy Labraña (22 giugno 2021 - 8 settembre 2023 nominato vescovo di Osorno)
- Óscar Álvarez Orellana, dal 16 dicembre 2023